# 修道院を去る聖フロリアヌス
『修道院を去る聖フロリアヌス』（しゅうどういんをさるせいフロリアヌス、伊: Congedo di san Floriano、英: Saint Florian Taking Leave of the Monastery）は、ドイツ・ルネサンス期のドナウ派の画家アルブレヒト・アルトドルファーが1518–1520年ごろ、板上に油彩で描いた作品である。作品はフィレンツェのウフィツィ美術館に所蔵されている。同じくウフィツィ美術館所蔵の『聖フロリアヌスの殉教』とともに、本作はシエナ国立美術館のスパンノッキ (Spannocchi) ・コレクション由来で、1914年にウフィツィ美術館の北方ルネサンス絵画のコレクションを豊かにするために行われた作品の交換により収蔵された。

## 背景
ウフィツィ美術館所蔵の『聖フロリアヌスの殉教』とともに、本作は「聖フロリアヌスの物語」と題される多翼祭壇画の一部であった。この多翼祭壇画はリンツの参事会教会のために聖フロリアヌスの生涯の逸話を描いたもので、7枚 (元来はおそらく8枚) のパネルが現存している。ほかの5枚のパネルのうち3枚は、ニュルンベルクのゲルマン国立博物館、1枚はプラハ国立美術館にあり、もう1枚はベルリンの個人蔵となっている。元来の多翼祭壇画は、アルトドルファーが1518年にレーゲンスブルクでやはりリンツの参事会教会のために描いた『聖セバスティアヌスの物語と受難の多翼祭壇画』に類似したものになるはずであった。

## 作品

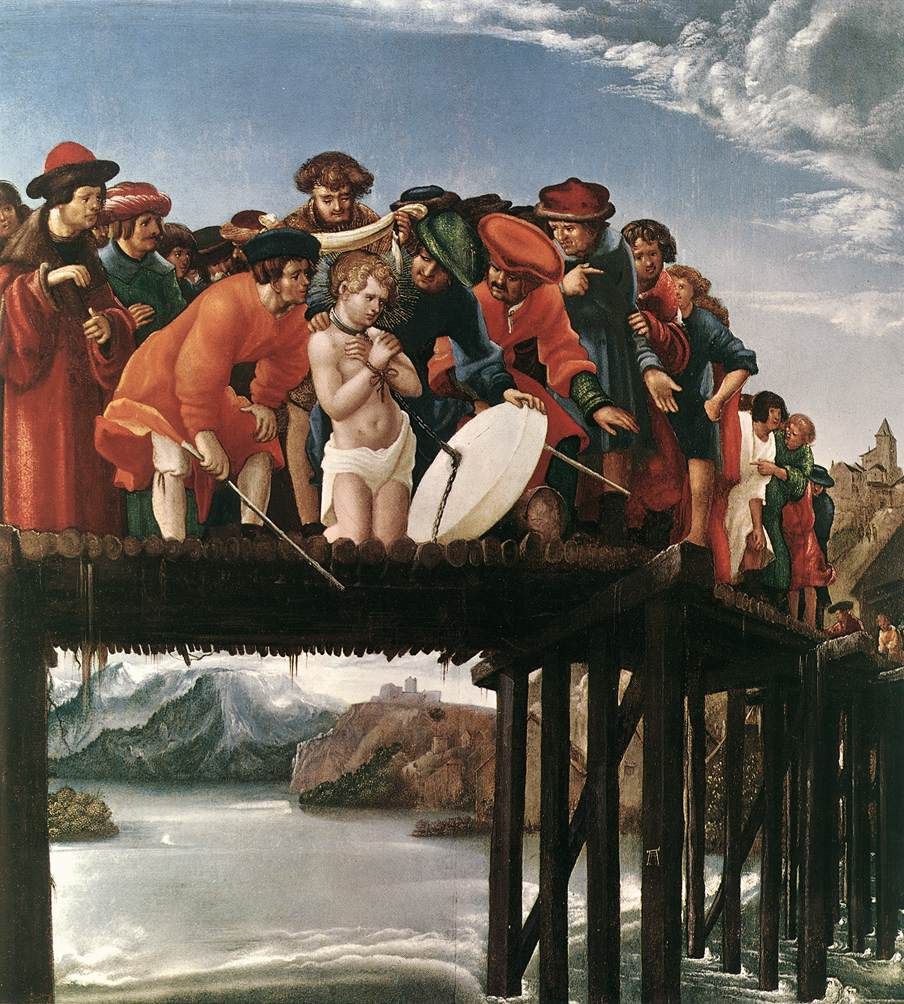
アルブレヒト・アルトドルファー『聖フロリアヌスの殉教』 (ウフィツィ美術館)

聖フロリアヌスはエンス (Enns) 出身の古代ローマの兵士で、ディオクレティアヌス帝の迫害時代の304年にオーバーエスターライヒのキリスト教徒を擁護したとされる。彼は執政官アキリヌスの面前で信仰告白をしたため、首に石臼を結び付けられ、イン川に投げ込まれて殉教した。 伝説によると、聖フロリアヌスはたった1杯のバケツの水で火事を消したとされ、しばしば火事の守護者として表される。
画面では、巡礼者の姿をした若い聖フロリアヌスが地元有力者に別れを告げ、町を去ろうとしている。行列が彼に付き従っている。左側には町のアーチがあり、遠景には煌々とした光に照らされた山の風景が見える。パラケルススに触発された絵画の物語は、大衆的で目を引く様式のためにたやすく読み取れる。アルトドルファーを含むドナウ派の特徴として、広大な風景のヴィジョン、あるいは風変わりな舞台背景があげられるが、ウフィツィ美術館所蔵の本作と『聖フロリアヌスの殉教』にもそれらが十分に表現されている。